# Sistema Único de Assistência Social

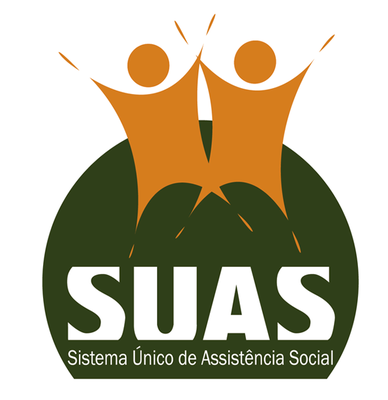
Logomarca criada para padronização e divulgação do Sistema Único de Assistência Social (SUAS).

Sistema Único de Assistência Social (SUAS) é o modelo de gestão utilizado no Brasil para operacionalizar as ações de assistência social. A assistência social é parte do Sistema de Seguridade Social, apresentado pela Constituição Federal de 1988. O SUAS é de responsabilidade do Ministério do Desenvolvimento Social e Combate à Fome, e está previsto e regulamentado na lei federal nº 8.742, de 7 de dezembro de 1993, a Lei Orgânica de Assistência Social (LOAS).

## Política de Seguridade Social / LOAS
Assim como a saúde, a assistência social é um direito do cidadão e dever do Estado e suas ações fazem parte da Política de Seguridade Social não-contributiva (contribuições especiais), pois, no Brasil, embora haja uma estrutura formal de proteção social estabelecida pela Constituição (como Seguridade Social) potencialmente capaz de combater a pobreza e diminuir as desigualdades, o raio de ação de tal estrutura ainda é restrito e insuficiente para enfrentar as imensas carências que assolam a população. Coordenada inicialmente pelo Ministério do Bem-Estar Social e substituído pelo Ministério do Desenvolvimento Social e Combate à Fome (MDS) - por sua vez originário de três estruturas governamentais extintas: Ministério Extraordinário de Segurança Alimentar e Nutricional (Mesa), Ministério da Assistência Social (MAS) e Secretaria Executiva do Conselho Gestor Interministerial do Programa Bolsa Família em 2004 para prover os mínimos sociais, realizando através de um conjunto integrado de ações de iniciativa pública e da sociedade e garantir o atendimento às necessidades básicas característicos da assistência social.
O MDS tem por objetivos a execução da LOAS, ou seja:
- a proteção à família, à maternidade, à infância, à adolescência e à velhice;
- o amparo às crianças e adolescentes carentes;
- a promoção da integração ao mercado de trabalho;
- a habilitação e reabilitação das pessoas portadoras de deficiência e a promoção de sua integração à vida comunitária;
- a garantia de 1 (um) salário mínimo de benefício mensal à pessoa portadora de deficiência e ao idoso que comprovem não possuir meios de prover a própria manutenção ou de tê-la provida por sua família. (Benefício de prestação continuada)

A assistência social realiza-se de forma integrada às políticas setoriais, visando o enfrentamento da pobreza, a garantia dos mínimos sociais, o provimento de condições para atender contingências sociais e a universalização dos direitos sociais.
A participação popular no cumprimento de tais proposições jurídicas ficou assegurada com a criação do Conselho Nacional de Assistência Social (CNAS), órgão do governo brasileiro, vinculado, na época de sua criação, ao Ministério do Desenvolvimento Social e Combate à Fome, observando-se os princípios e diretrizes estabelecidos por proposições específicas das políticas de assistência social estaduais e municipais.
O SUAS tem como eixos estruturantes: a matricialidade sociofamiliar; descentralização político-administrativa e territorialização, estabelecendo novas bases para a relação entre Estado e sociedade civil; financiamento; controle social com participação popular e normas definidas para informação o monitoramento e a avaliação, além de política de recursos humanos própria, estabelecendo ainda a organização da assistência em dois níveis de proteção, divididos em: Proteção Social Básica e Proteção Social Especial de Média e Alta Complexidade.

## Proteção Social Básica e Especial

### CRAS
A Proteção Social Básica tem por objetivo prevenir a violação dos direitos. Sua porta de entrada social e ações executivas são Centro de Referência de Assistência Social (CRAS), localizando-se nas áreas de maior vulnerabilidade, previamente identificadas por estudos específicos como de maior risco social, constituindo-se como uma unidade permanente de prestação de serviços definidos para a população residente na sua área de abrangência.
A equipe do CRAS inclui profissionais de múltiplas formações , como Educadores Sociais, Assistentes Sociais e Psicólogos, em número variável, sendo articulados por um coordenador, cujo perfil é: técnico de nível superior, concursado, com experiência em trabalhos comunitários e gestão de programas, projetos, serviços e benefícios sócio assistenciais.

### CREAS
A Proteção Social Especial de Média Complexidade atua quando os direitos já foram violados. Tem como unidade assistencial os Centro de Referência Especializada de Assistência Social (CREAS), que configura-se como uma unidade pública e estatal, ofertando serviços especializados e continuados à famílias e indivíduos em situação de ameaça ou violação de direitos (violência física, psicológica, sexual, tráfico de pessoas, pessoas em situação de rua, cumprimento de medidas sócio-educativas, trabalho infantil, etc.).
A equipe do CREAS inclui profissionais de múltiplas formações, como Assistentes Sociais, Educadores Sociais e Psicólogos, articulados por um coordenador, cujo perfil é: técnico de nível superior.
As atividades do psicólogo no CRAS como definidas pelo Conselho Federal de Psicologia (CFP) / Centro de Referência Técnica em Psicologia e Políticas Públicas (CREPOP) devem estar voltadas para a atenção e prevenção a situações de risco, objetivando atuar nas situações de vulnerabilidade por meio do fortalecimento dos vínculos familiares e comunitários e por meio do desenvolvimento de potencialidades e aquisições pessoais e coletivas promovendo e/ou favorecendo o desenvolvimento da autonomia dos indivíduos, oportunizando o empoderamento da pessoa, dos grupos e das comunidades.

## Serviço de Proteção e Atendimento Integral à Família (PAIF)
Em 2003, foi lançado o Plano Nacional de Atendimento Integral à Família – PAIF. Em 2004, o PAIF foi aprimorado e adequado às diretrizes da Política Nacional de Assistência Social - PNAS, tendo se instituindo o “Programa de Atenção Integral à Família”, o qual se tornou a principal referência para o usuário do Sistema Único de Assistência Social - SUAS. 
Com a edição do Decreto nº 5.085/2004, o PAIF tornou-se “ação continuada da assistência social e sua sua oferta é obrigatória e exclusiva nos Centros de Referência de Assistência Social - CRAS.
Em 2009, passou a ser denominado Serviço de Proteção e Atendimento Integral à Família – PAIF.
O PAIF tem como objetivo apoiar famílias, prevenindo a ruptura de laços, promovendo o acesso a direitos e contribuindo para a melhoria da qualidade de vida,  além da promover oacesso a benefícios, programas de transferência de renda e serviços socioassistenciais. Seu público prioritário são aqueles que atendem os critérios de participação em programas de transferência de renda e benefícios assistenciais, bem como pessoas com deficiência e idosos que vivenciam situações de fragilidade.
O serviço oferece atendimento a famílias, visitas domiciliares, orientações e promove o encaminhamento a outros serviços e políticas do Governo Federal. O PAIF apoia ações comunitárias, por meio de palestras, campanhas e eventos, ajudando a comunidade na construção de soluções para o enfrentamento de problemas comuns.